# Joseph Rieder
Pour les articles homonymes, voir Rieder.
Ne doit pas être confondu avec Josef Rieder.
Joseph Rieder, né le 15 octobre 1868 à Kaysersberg (Haut-Rhin) et mort le 16 février 1932 à Paris, est un pharmacien et homme politique français.

## Biographie
Collaborateur de Jacques Preiss et de l’abbé Wetlerlé, Joseph Rieder est incarcéré par les Allemands au début de la Première Guerre mondiale à Neuf-Brisach, puis à Colmar, et incarcéré enfin au camp de Holzminden.
Joseph Rieder a été maire de Kaysersberg. Conseiller général, il siège au conseil consultatif d'Alsace et de Lorraine. Membre de l’Union républicaine et démocratique, il est élu député, fonction qu’il occupe du 9 février 1930 au 16 février 1932.
Il meurt d’une embolie le 16 février 1932, lors d’un séjour à Paris.

## Distinction
- Chevalier de la Légion d'honneur